# Малая Маралиха (село)
Малая Маралиха — село в Чарышском районе Алтайского края. До 4 марта 2022 года входило в состав сельского поселения Маралихинский сельсовет.

## История
Основано в 1803 г. 
В 1928 году состояло из 298 хозяйств. В административном отношении являлось центром Маломаралиховского сельсовета Михайловского района Бийского округа Сибирского края.

## Население
| 1926 | 1997 | 1998 | 1999 | 2000 | 2001 |
| ---- | ---- | ---- | ---- | ---- | ---- |
| 1423 | ↘132 | ↗152 | ↗161 | ↗175 | ↗179 |
| 2002 | 2003 | 2004 | 2005 | 2006 | 2007 |
| ↘118 | ↘108 | ↘101 | ↘94  | ↘90  | ↗95  |
| 2008 | 2009 | 2010 | 2011 | 2012 | 2013 |
| ↘83  | ↘78  | ↘65  | ↗67  | ↘59  | ↘56  |
| 2019 |      |      |      |      |      |
| ↘50  |      |      |      |      |      |

Национальный состав
В 1928 году основное население — русские.
Согласно результатам переписи 2002 года в национальной структуре населения русские составляли 100 %.